# Thomas Gibson Lea
Thomas Gibson Lea (1785-1844 ) fue un botánico, y micólogo estadounidense.
Su herbario, con recolecciones entre 1834 a 1844, se halla en la Academia de Ciencias Naturales de Filadelfia, incluye 714 especies de la región.

## Algunas publicaciones

### Libros
- thomas g. Lea. 2010. Catalogue of Plants, Native and Naturalized, Collected in the Vicinity of Cincinnati, Ohio, Duringthe Years 1834-1844. Ed. reimpresa de BiblioBazaar, 88 pp. ISBN 1172062501

- joseph f. James, thomas g. Lea. 1879. Catalogue of the flowering plants, ferns and fungi growing in the vicinity of Cincinnati. Ed. Cincinnati Soc. of Natural History, 27 pp.

- thomas g. Lea. 1841. Thomas G. Lea Letter to William J. Hooker. 3 pp.

## Honores

### Eponimia
Plantas
- (Euphorbiaceae) Phyllanthus leai S.Moore[2]

- (Orchidaceae) Cymbidium leai Rendle[3]

- (Portulacaceae) Lewisia leana B.L.Rob.[4]

- (Rubiaceae) Guettarda leai Ridl.[5]

Hongos
- Mycena leaiana (Berk.) Sacc. 1891
- La abreviatura «Lea» se emplea para indicar a Thomas Gibson Lea como autoridad en la descripción y clasificación científica de los vegetales.[6]